# Николай Кохмански
Николай Вячеславович Кохмански (на руски: Николай Вячеславович Кохманский) е руски дипломат от XIX - XX век.

## Биография
Роден е на 20 февруари 1876 година в семейството на тайния съветник Вячеслав Кохмански и Екатерина Михайловна Кохманская (Мухина). Семейството е дворянско от Бесарабска губерния, но с полски корени. Брат е на издателя Евгений Кохмански. Кохмански учи в Лазаревския институт, който завършва в в 1898 година. Там учи персийски и дисертацията му е посветена на поезията на Саади.
Със знанието си на персийски и арабски до Октомврийската революция от 1917 година Кохмански е на дипломатическа служба в Османската империя, като или служи в посолството в Цариград или е консул в различни градове. Основна задача на Кохмански е урегулирането на отношенията между Петербург и Вселенската патриаршия, Света гора и другите православни църкви на Балканите и в Близкия Изток. От 1910 година е консул в Алепо. От 1912 до разгрома на Кралство Сърбия след намесата на България в Първата световна война в 1915 година Кохмански в е консул в Битоля.
Кохмански приветства революцията от 1917 година, но новата власт го изпраща на заточение в Костромска губерния, където той живее дълги години, като учител по чужди езици, игри и фортепиано. В 30-те години е икономист в картографическото производство на Военновъздушната академия в Москва.
Женен е за Мария Алфеевна Нишевова (1873—1924). Умира на 30 декември 1955 година в лагер.